# بلدوین (میسیسیپی)
بلدوین (به انگلیسی: Baldwyn) شهری در ایالت میسیسیپی کشور ایالات متحده آمریکا است که جمعیت آن در سرشماری سال ۲۰۱۰ میلادی، ۳٬۲۹۷
نفر بوده‌است.